# Atari 4160 Ste
Atari 4160 Ste (4160 Ste) је кућни рачунар, производ фирме Атари (Atari) који је почео да се израђује у САД током 1988. године.
Користио је Motorola MC 68000 као централни микропроцесор а RAM меморија рачунара 4160 Ste је имала капацитет од 4 MB. 
Као оперативни систем кориштен је TOS + GEM.

## Детаљни подаци
Детаљнији подаци о рачунару 4160 Ste су дати у табели испод.
|                       |                                                                               |
| [ 1 ]                 |                                                                               |
| Произвођач            | Атари                                                                         |
| Тип                   | кућни рачунар                                                                 |
| Меморија              | 4 MB                                                                          |
| Поријекло             | Сједињене Америчке Државе                                                     |
| Година                | 1988                                                                          |
| Тастатура             |                                                                               |
| Процесор              |                                                                               |
| Фреквенција процесора | 8                                                                             |
| RAM                   | 4 MB                                                                          |
| ROM                   | 192                                                                           |
| Текст                 | 40 x 25 / 80 x 25                                                             |
| Графика               | 320 x 200 / 640 x 200 / 640 x 400                                             |
| Боја                  | 16 (320 x 200), 4 (640 x 200), монохроматски (640 x 400), између 4096 могућих |
| Звук                  | 3 FM канала, 8 октава + два 8-битна PCM канала                                |
| Димензије             | 13,6 (висина) x 9,6 (ширина) x 10,9 (дубина) / 16,5 фунти                     |
| Портови               |                                                                               |
| Оперативни систем     |                                                                               |